# John Karlzén
John Elias Karlzén, född 12 januari 1903 i Mönsterås, död 9 december 1960 i Lycksele, var en svensk författare och översättare.

## Biografi
Karlzén avlade studentexamen som privatist i Stockholm 1921. Efter studier i Tyskland och Österrike 1922–23 företog han resor till Frankrike, Storbritannien, Spanien och Portugal 1923–24 och var bosatt i Argentina 1924–31.
År 1934 blev Karlzén fil. mag. vid Lunds universitet och var därefter anställd som lärare vid Lunds privata elementarskola. Han företog nya resor till Frankrike 1937, Tyskland 1938 och Storbritannien 1939. 1947–48 var han lektor i spanska vid Lunds universitet, och därefter extralärare vid folkskoleseminariet i Umeå 1953–54, samt vid småskoleseminariet och gymnasiet i Lycksele från 1954 till sin död.
Karlzéns föga omfattande författarskap präglas av kräsen och vig stilkonst. Mycket av det han skrev har en utgångspunkt i hans strapatsrika ungdomstid. I den novellistiskt uppbyggda debutromanen Vägen till paraplyet (1934), som följer en svensk emigrant i Buenos Aires, utgår han från sin vistelse i Argentina. Uppföljaren, romanen ”Si, detta är nytt” (1941), går tillbaka till hans barndom i Småland. Den självbiografiska romanen Så gör man inte (1942) handlar om de resor i Europa som föregick Argentinavistelsen. Han verkade även som litteraturkritiker, bland annat i Bonniers litterära magasin.
Karlzén är begravd på Norra kyrkogården i Lund.

### Medverkande
- Prosas castellanas, red. (Lund: Gleerups, 1946)

### Översättningar
- Sung Yen Hwa, Halvblod, övers. från engelskan (Lund: Gleerups, 1935)
- Jean Montigny, Sanningen om Frankrike: det politiska sammanbrottet och nyordningen (Toute la vérité sur un mois dramatique de notre histoire) (Malmö: Dagens böcker, 1941)
- Saki, Det fyrkantiga ägget och andra historier (The Square Egg) (Stockholm: Natur & Kultur, 1947)
- Saki, Filantropen och den lyckliga katten och andra historier (Stockholm: Natur & Kultur, 1948)
- Honoré de Balzac, Testamentet (Ursule Mirouet) (Stockholm: Folket i Bild, 1949)
- Pierre Clostermann, Det stora uppdraget: en fransk stridsflygares minnen (Le grand cirque), övers. tillsammans med Sven Christensen (Lund: Gleerups, 1951)
- Georges Bernanos, Herr Ouine (Monsieur Ouine) (Stockholm: Bonniers, 1951)

## Priser och utmärkelser
- 1951 – Boklotteriets stipendiat
- 1951 – Tidningen Vi:s litteraturpris